# Hipolit (arcybiskup gnieźnieński)
Hipolit (zm. 1027) – arcybiskup gnieźnieński.
Datę śmierci Hipolita podaje Rocznik kapitulny krakowski (dawny). Jest to całkiem niemała wiedza w przypadku pierwszych arcybiskupów gnieźnieńskich, ponieważ istnienie niektórych z nich, podawanych w zestawieniach arcybiskupów wcale nie jest pewne (zobacz np. Bossuta Stefan). Na tej podstawie da się wysnuć również kilka wniosków co do jego działalności.
Nie wiadomo, skąd pochodził i dlaczego Jan Długosz twierdził, że był szlachetnie urodzonym Rzymianinem (może zasugerował się czczonym powszechnie w średniowieczu św. Hipolitem Rzymskim). Współcześni badacze zgadzają się powszechnie, że był cudzoziemcem nieznanego pochodzenia. To twierdzenie opiera się z kolei na założeniu, że państwo Polan nie dochowało się jeszcze w tym czasie odpowiedniego duchownego o niesłowiańskim imieniu na stanowisko arcybiskupa.
Początkowej daty pontyfikatu Hipolita nie ustalono, bo wiarygodne źródła jej nie podają, a data śmierci jego poprzednika Radzima Gaudentego jest niepewna. Niektóre późniejsze źródła podają za rocznikiem kapituły krakowskiej informację o śmierci Hipolita uzupełniając ją okresem jego panowania. Są to jednak źródła późniejsze, trzynasto- i czternastowieczne różniące się liczbami, podające to 14, to 21 lat. Stwierdza się jedynie, że Hipolit zarządzał Kościołem polskim w drugiej poł. panowania Bolesława I Chrobrego i na początku rządów Mieszka II Lamberta. Z tego wynika, że to on właśnie koronował 18 kwietnia 1025 Bolesława I Chrobrego i 25 grudnia 1025 Mieszka II Lamberta na królów Polski w swojej katedrze gnieźnieńskiej.
Według Jana Długosza pochowany w archikatedrze gnieźnieńskiej, zwyczajowym miejscu pochówku metropolitów.